# 河谷鎮國王列表
本條目列出了J·R·R·托爾金小說裡中土大陸河谷鎮的國王。
在惡龍史矛革摧毀河谷鎮後的很長一段時間內，吉瑞安是最後一任河谷鎮國王，後來在史矛革死後，吉瑞安後裔巴德再次復興了河谷鎮。
《哈比人歷險記》中提及，河谷鎮的王族可以聽懂鳥獸的語言。

## 列表

### 吉瑞安
吉瑞安（Girion），在《哈比人》中初次被提及。他是惡龍史矛革摧毀河谷鎮時被殺死的最後一任河谷鎮國王，他的妻兒從河谷鎮逃出。一百七十年後，吉瑞安的後裔巴德用弓箭射殺惡龍，報了祖先之仇。吉瑞安有一串翡翠項鍊，後來在孤山裡史矛革的寶藏中被發現，巴德把它送給了灰精靈國王瑟蘭督伊。
在彼得·傑克森執導的《哈比人電影系列》中，吉瑞安由路克·伊凡斯（他也在該系列電影中飾演巴德）飾演，在系列第二部《哈比人：荒谷惡龍》的一個倒敘場景短暫登場，他運用長弓和黑箭不斷射擊襲擊河谷鎮的史矛革，可最終只是打掉了惡龍左胸上的一片鱗，並沒有對惡龍造成實質傷害。

### 巴德一世
巴德一世（Bard I），又稱弓箭手巴德，在《哈比人》中登場。他是吉瑞安的後裔，長湖鎮防衛力量的一員，平日性情嚴肅、一絲不苟，曾預言過洪水與毒魚的到來。惡龍史矛革攻擊長湖鎮時，巴德領導眾人守衛城鎮，並接到黑鳥提示，用祖傳的黑箭射死惡龍。五軍之戰過後，巴德成功分得了矮人寶藏的十二分之一，他與長湖鎮鎮長共同重建家園，但自私的鎮長偷走了一些錢，最終餓死在荒野中。巴德是重建後的河谷鎮第一任國王，其次是他的兒子貝恩、孫子布蘭德和曾孫巴德二世。
在彼得·傑克森的哈比人電影中，巴德仍由路克·伊凡斯飾演。

### 貝恩
貝恩（Bain）是巴德的兒子和繼承人，他逝世後由兒子布蘭德接替他的王位。
在彼得·傑克森的哈比人電影中，貝恩由約翰·貝爾飾演。

### 布蘭德
布蘭德（Brand）是貝恩的兒子和繼承人。魔戒聖戰時期的河谷鎮國王，當時黑暗魔君索倫派出一支大軍攻打河谷鎮和孤山，布蘭德和矮人君主丹恩二世·鐵足聯手對抗入侵的敵人，河谷鎮之役爆發，該場戰鬥中布蘭德與丹恩雙雙英勇犧牲。
雖然布蘭德沒有出現在彼得·傑克森的魔戒電影中，但他在相關的電玩遊戲《魔戒：中土大戰II》有登場。

### 巴德二世
巴德二世（Bard II）是布蘭德之子和繼承人，在父親犧牲後領眾反擊敵人。魔戒聖戰結束後，他繼任為河谷鎮國王。
巴德二世之後的河谷鎮國王就不再被提及。